# 리사 셔리단
리사 셰리든(Lisa Sheridan, 1974년 12월 5일 ~ 2019년 2월 25일)은 미국의 배우, 사진가이다.
메이컨에서 태어났으며 뉴올리언스에서 사망하였다.

## 출연 작품

### 영화
- Beat (2000)
- 캐롤라이나 (2003) - 데비 역
- Home Invasion (2012) - 니콜 역
- 엘사 앤 프레드 (2014) - 의사 역
- Taken Away (2014)
- 스트레인지 네이쳐 (2018, Strange Nature) - 킴 스위트 역

### 텔레비전
- 더 프랙티스 (2003)
- 라스베가스 (2004)
- CSI: 과학수사대 (2004)
- 탐정 몽크 (2004)
- 인베이전 (2005-06)
- The 4400 (2007)
- 문라이트 (2007)
- Journeyman (2007)
- CSI: 마이애미 (2007-08)
- 세이빙 그레이스 (2008)
- NCIS (2009) - 크리스타 돌턴 역
- 프라이빗 프랙티스 (2011)
- 스캔들 (2013)
- 홀트 앤 캐치 파이어 (2014)
- 포스터 가족 (2016)
- 머더 인 더 퍼스트 (2016)